# Ƶ
Ƶ (gemenform: ƶ) är en latinsk bokstav som bildats från ett z med ett horisontellt streck genom sig. Den användes i jaŋalif-alfabetet som användes för att skriva tatariska under första halvan av 1900-talet. Där representerade den /ʒ/, en tonande postalveolar frikativa. Den används också i det tjetjenska latinska alfabetet.
I polska används ƶ ibland som en allograf till ż eftersom den då lättare kan skiljas från bokstaven ž.
Bokstaven användes ibland som symbol för zaïre, myntenheten i Zaire, dagens Demokratiska republiken Kongo (Kongo-Kinshasa).
Ƶ används ofta i handskrift som en variant till z, i synnerhet i matematiska uträkningar. Syftet med strecket är att göra bokstaven lättare att urskilja och svårare att förväxla med liknande tecken, framförallt siffran 2.